# ولاية السند
ولاية السِّند (بالسندية: سنڌ)‏ كان تقسيمًا إداريًا للخلافة الأموية ولاحقًا للخلافة العباسية في إقليم السِّند، منذ حوالي عام 711 م حيث فتحها الأُمَويُّون على يد القائد العسكري العربي محمد بن القاسم الثَّقَفِيُّ، إلى حوالي عام 861 م حيث تعرَّضت الخِلافة العبَّاسيَّة لضعف شديد ما أدى لظهور الإمارة الهبارية وإمارة ملتان. كان حاكم الولاية يُدعى عامل وكان مسؤولاً يدير مقاطعة الخلافة نيابةً عن الخليفة على ما يعرف الآن بالسند وجنوب البنجاب في باكستان، مع كون مكران في بلوشستان أيضًا تحت سيطرته عادةً.
كان الحاكم هو المسؤول الإسلامي الرئيسي في المحافظة وكان مسؤولاً عن الحفاظ على الأمن في المنطقة. بصفته قائدًا للجيش الإقليمي، كان مسؤولاً أيضًا عن تنفيذ حملات ضد ممالك الهند غير المسلمة. تم اختيار الولاة المعينين في المنطقة إما مباشرة من قبل الخليفة أو من قبل مرؤوس مفوض، وظلوا في مناصبهم حتى وفاتهم أو إقالتهم.

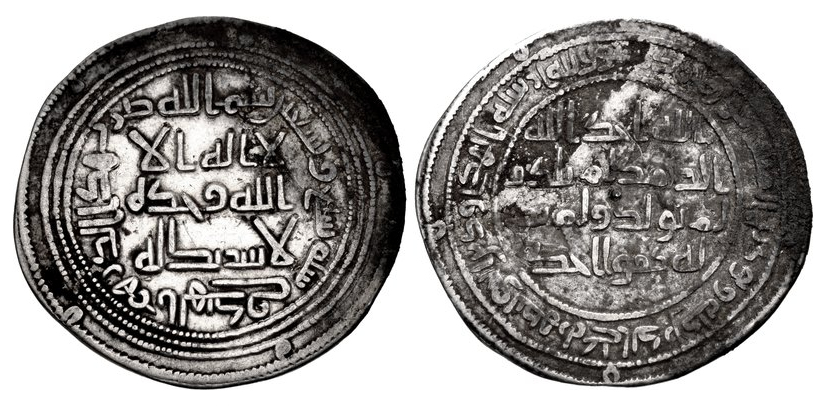
العملة الأموية في الهند من زمن والي السند الأول محمد بن قاسم. صُكَّت في الهند (ربما في مدينة ملتان)، بتاريخ 97 هـ (715-716 م): على الوجه زخرفة دائرية "بسم الله، ضرب هذا الدرهم في الهند سنة سبع وتسعين».

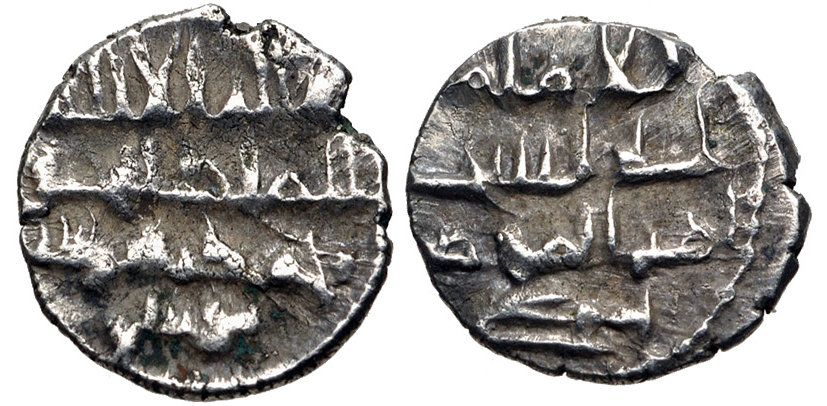
عملة موسى البرمكي، والي السند العباسي (حوالي 218-221 م، 833-836). نقلاً عن المعتصم بـ«أبو أمام إسحاق».

### تراجع السلطة العباسية

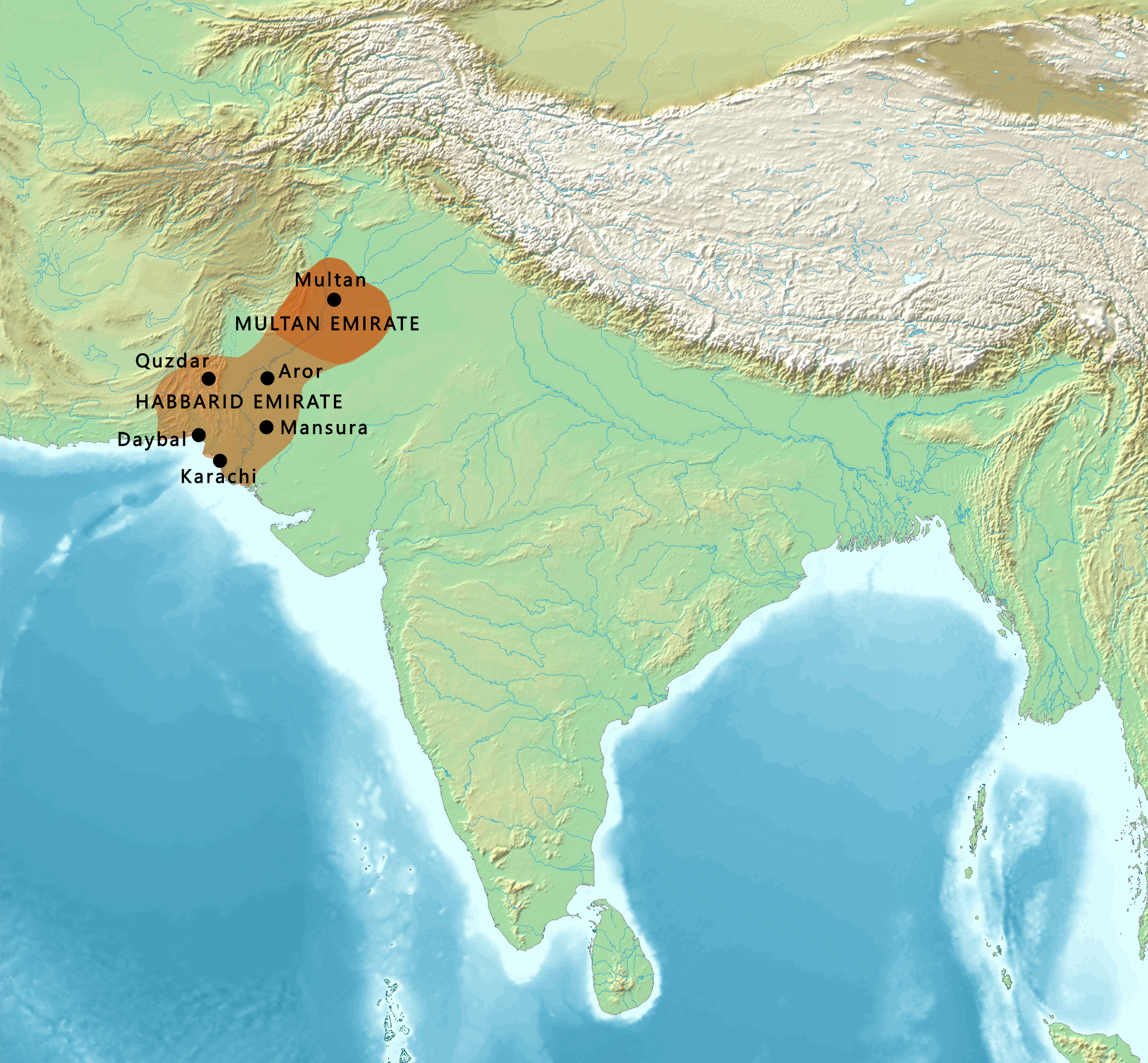
خريطة إمارة الحبارية وإمارة ملتان، التي حلت محل ولاية السند حوالي عام 854 م.

على مدار منتصف القرن التاسع، تضاءلت السلطة العباسية في السند تدريجيًا. بدأت حقبة جديدة في تاريخ المحافظة عام 854، عندما تم تعيين عمر بن عبد العزيز الحباري، أحد السكان العرب المحليين في السند، لحكم البلاد. بعد فترة وجيزة دخلت الحكومة المركزية في فترة أزمة شلت قدرتها على الحفاظ على سلطتها في المحافظات. سمح هذا الركود لعمر بحكم السند دون أي تدخل من محكمة الخليفة في سامراء . انتهى عمر إلى إنشاء سلالة وراثية، وهي سلالة الحباريين ، التي حكمت المنصورة لمدة قرنين تقريبًا. على الرغم من أن الحباريين استمروا في الاعتراف بالعباسيين باعتبارهم حكامهم الاسميين، إلا أن السلطة الفعلية للخليفة اختفت إلى حد كبير وأصبح الحباريون مستقلين بحكم الأمر الواقع.
على الرغم من فقدان السيطرة الفعلية على السند، واصلت الحكومة العباسية تعيين حكام الإقليم رسميًا. في عام 871، عيّن وصيّ الخليفة أبو أحمد بن المتوكل الصفاري يعقوب بن الليث حاكمًا على السند. في عام 875، مُنح الجنرال مسرور البلخي السيطرة على معظم المقاطعات الشرقية، بما في ذلك السند. وبعد أربع سنوات، أَُُسْنِّدَت السند مرة أخرى للصفاريين، وحَصَل عمرو بن الليث على التعيين. لكن هذه التعيينات كانت اسمية بحتة، ومن غير المرجح أن يمارس هؤلاء الأفراد أي سلطة فعلية على الحكام المحليين داخل الولاية.
مع تراجع سلطة الحكومة المركزية على السند، مرت المنطقة بفترة من اللامركزية. يبدو أن سلطة الحباريين كانت مقتصرة إلى حد كبير على السند، ولم تمتد إلى مكران وتوران وملتان، والتي انفصلت جميعها تحت سلالات منفصلة. كما استمر بعض الحكام في هذه المناطق في الاعتراف اسميًا بالخليفة كحاكم لهم، لكنهم كانوا يتمتعون بالحكم الذاتي فعليًا؛ ورفض آخرون سلطة الخليفة تمامًا وكانوا مستقلين تمامًا. استمرت هذه السلالات الصغيرة في الحكم في مناطقها حتى أوائل القرن الحادي عشر، عندما غزا الغزنويون الهند وضموا معظم الأراضي الإسلامية في البلاد.